# تشوايجونغ
تشوايجونغ (بالهانغل: 좌의정، وبالهانجا: 左議政، ويعني: مستشار الدولة الأيسر) هو إحدى المناصب التي تمنح لأعضاء مجلس دولة جوسون (يعرف باسم «ويجونغبو») من أفراد الرتبة الأولى.